# Selvena
Selvena ist ein Ortsteil (Fraktion, italienisch frazione) von Castell’Azzara in der Provinz Grosseto, Region Toskana in Italien.

## Geografie
Der Ort liegt 5 km westlich des Hauptortes Castell’Azzara und 55 km östlich der Provinzhauptstadt Grosseto. Der Ort liegt bei 658 m s.l.m. in unmittelbarer Nähe und südlich des Berges Monte Amiata und östlich des Flusses Fiora (ca. 1 km) und hatte 2001 ca. 580 Einwohner. 2011 waren es 480 Einwohner. Westlich grenzt Cellena (heute Ortsteil von Semproniano) an Selvena.

## Geschichte
Erstmals schriftlich erwähnt wurde der Ort im Juni 873 und im Mai 874 als Casale Silbina und Vico Silbina, als Chiusi und Sovana dem Klosters San Salvatore di Monte Amiata Gebiete abtraten. Auf diesen Gebiet entstand die spätere Burg Rocca Silvana. Der heutige Ort entstand aus den vereinzelten Häusern, die außerhalb der Borghi der Burg lagen und sich Borghetto (erstmals am 26. Februar 1639 erwähnt), Belvedere (erstmals am 16. März 1707 erwähnt) und Mulino (erstmals 1720 erwähnt) nannten. Diese Borghi, auch Contrade genannt, nahmen im 18. Jahrhundert erheblich an Bevölkerung zu und vereinigten sich später zu Selvena.

## Sehenswürdigkeiten

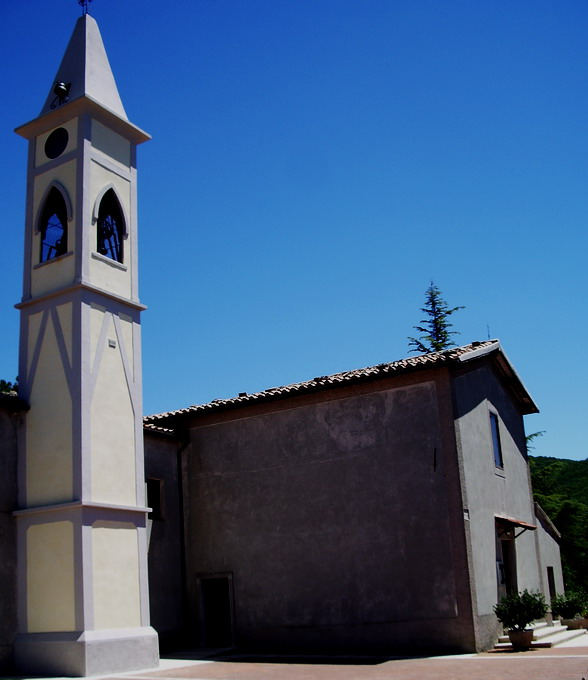
Die Kirche Chiesa di San Nicola da Tolentino

- Chiesa di San Nicola da Tolentino, Kirche im Ortskern, die dem Nikolaus von Tolentino geweiht ist und die die Aufgaben der in der Burg Rocca Silvana befindlichen Kirche (1238 entstanden und dem Nikolaus von Bari geweiht) ab 1838 übernahm. Der Bau der Kirche wurde 1797 begonnen, die Einweihung fand 1838 statt. Der Campanile stammt aus dem Jahr 1850. Wurde 1925 komplett restauriert und verändert.[5]
- Rocca Silvana, Burg, die bereits im 9. Jahrhundert in den Dokumenten des Klosters San Salvatore di Monte Amiata erwähnt wurde.

## Bergbau
- Miniera del Morone, Bergwerk ca. 3 km südwestlich des Ortes direkt unterhalb der Rocca Silvana bei ca. 500 m am Gewässer Fosso della Canala[6] am Zusammenfluss mit dem namensgebenden Fossor Morone.[7] Die von den Etruskern und den Aldobrandeschi bereits genutzten Mineralvorkommen wurden erst ab 1850 weiter abgebaut, als die Firma Modigliani aus Livorno[8] mit dem modernen Bergbau begann. Bauleiter war zu dieser Zeit der Franzose Alfredo Caillaux, der bereits für die Bergwerke in Siele (östlich von Castell’Azzara am gleichnamigen Fluss) tätig war. Allerdings wurde bereits nach drei Jahren[8] die Arbeit wieder eingestellt. Erst 1871 gab der Graf von Santa Fiora, Don Bosio Sforza, die Rechte zum Bergbau in Cellena (heute Ortsteil von Semproniano) und Selvena für 99 Jahre an Philipp Schwarzenberg. Dieser ließ unter dem Deutschen Teodoro Haupt die Begebenheiten untersuchen und kam 1882 zu dem Entschluss, das die Erde nicht genug Material zur Verfügung stellen würde.[7] Nach weiteren Forschungen (1889 unter Jasinsky, 1891 und 1907) wurde 1909 das erste Quecksilber gefördert.[9] 1917 ging die Mine in den Besitz der Monte Amiata S.A. p. AZ. über, die bereits die Anlagen um Abbadia San Salvatore betrieb und den Bergbau in Selvena bis 1974 leitete.[8] Um 1925 erreichten die drei Schächte der Anlage eine Tiefe bis 482 m. Bis 1932 wurde durchgehend gearbeitet, dann erreichte den Bergbau eine Krise. Wiedereröffnet wurde das Werk dann 1946[7]. 1974 erstand die Società Mercurifera Monte Amiata (SMMA), aus der später die ENI wurde, die Anlagen und schloss sie 1981[9].

## Veranstaltungen
- Palio Casali Silbina, Palio, der seit 1997 jedes Jahr am 14. und 15. August durchgeführt wird und wobei die drei verbliebenen Contraden Molino (Weiß-Rotes Wappen), Belvedere (Silber-Schwarzes Wappen) und Borghetto (Goldenes Andreaskreuz auf blauem Grund) gegeneinander antreten.[4]